# Бествін
Бествін (пол. Bestwin) — село в Польщі, у гміні Здуни Кротошинського повіту Великопольського воєводства.
Населення — 316 осіб (2011).

## Демографія
Демографічна структура станом на 31 березня 2011 року:
|          | Загалом | Допрацездатний вік | Працездатний вік | Постпрацездатний вік |
| -------- | ------- | ------------------ | ---------------- | -------------------- |
| Чоловіки | 167     | 32                 | 118              | 17                   |
| Жінки    | 149     | 39                 | 84               | 26                   |
| Разом    | 316     | 71                 | 202              | 43                   |